# 2102
2102 (MMCII) Será un año común comenzado en domingo en el calendario gregoriano. Será también el número 2102.° anno Dómini o de la designación de Era Cristiana (AD) o de la Era Común (EC), además del centésimo segundo año del III Milenio y del segundo año del Siglo XXII.

## Acontecimientos Futuros

### Enero
- 19 de enero: Eclipse Solar Parcial.[1]

### Febrero
- 2 de febrero: Eclipse Lunar Total.[2]

### Julio
- 15 de julio: Eclipse Solar Anular.[3]

- 29 de julio: Eclipse Lunar Total.[4]